# Dives (fleuve)
Pour les articles homonymes, voir Dives.
Ne doit pas être confondu avec Dive (rivière).
La Dives, graphiée traditionnellement Dive dans sa partie ornaise, est un fleuve côtier de Normandie, qui prend sa source dans le département de l'Orne et traverse celui du Calvados, sur 105 kilomètres, avant de se jeter dans la Manche.

## Étymologie
La Dives, ainsi que plusieurs rivières du même nom, provient d'un thème celtique ancien *Dēuā  « dieu, divin », attesté sous la forme Diva en 1015-1026, et serait donc originellement des eaux « divines », « sacrées ».

## Géographie

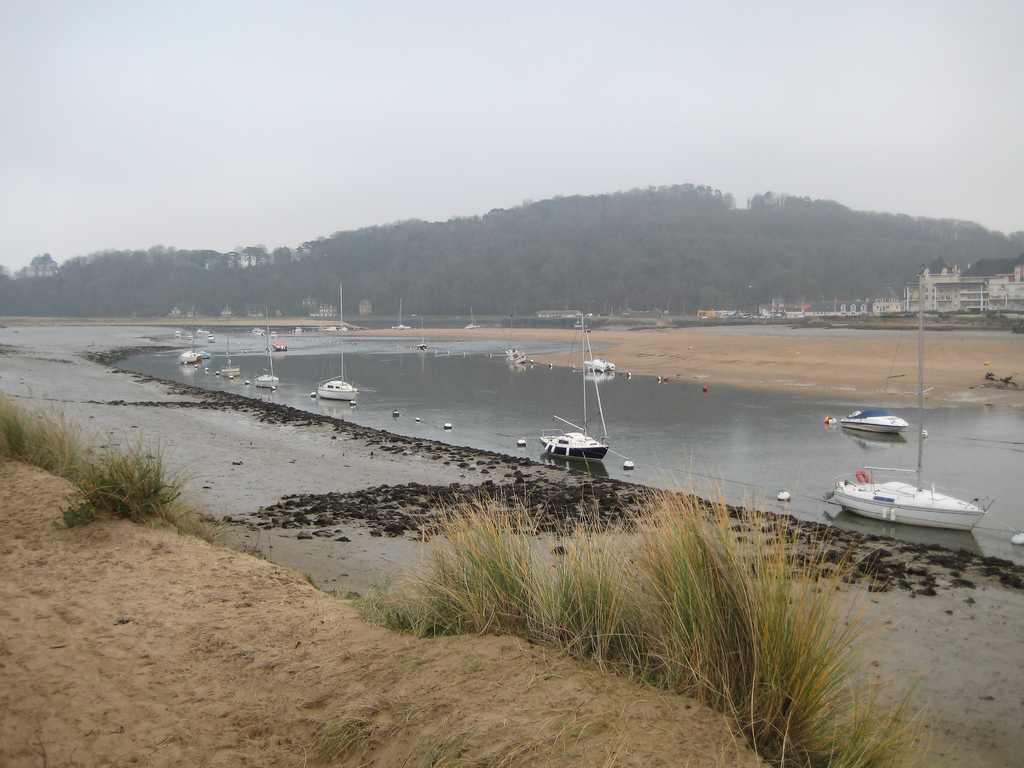
L'estuaire de la Dives.

La Dives prend sa source à Gouffern en Auge, dans l'Orne, à l'est de la forêt de Gouffern, puis son cours prend une direction nord-ouest avant de s'orienter plein nord. Le petit fleuve arrose les communes de Saint-Pierre-en-Auge, de Mézidon Vallée d'Auge, reçoit à droite l'Oudon et la Vie, à gauche le Laizon, puis la Muance de nouveau à droite et débouche dans la Manche entre Cabourg et Dives-sur-Mer (dans le département du Calvados) après avoir drainé un grand secteur de marais, appelé marais de la Dives.
À hauteur de Cabourg, la Dives reçoit, en rive gauche, la Divette, petite rivière qui draine également les marais précédemment cités.

### Départements et communes traversés
- Orne : Gouffern en Auge, Saint-Lambert-sur-Dive, Neauphe-sur-Dive, Tournai-sur-Dive, Trun, Coulonces, Guêprei, Fontaine-les-Bassets, Ommoy, Merri
- Calvados : Crocy, Beaumais, Morteaux-Coulibœuf, Vicques, Bernières-d'Ailly, Jort, Vendeuvre, Saint-Pierre-en-Auge, Mézidon Vallée d'Auge, Belle Vie en Auge, Méry-Bissières-en-Auge, Cléville, Hotot-en-Auge, Saint-Ouen-du-Mesnil-Oger, Saint-Pierre-du-Jonquet, Saint-Samson, Troarn, Basseneville, Bavent, Goustranville, Brucourt, Varaville, Périers-en-Auge, Dives-sur-Mer, Cabourg.

### Bassin versant
Le bassin de la Dives occupe principalement le centre-est du département du Calvados, ainsi qu'une partie du nord du département  de l'Orne, et s'étale entre les bassins de l'Orne à l'ouest et au sud et de la Touques à l'est. L'embouchure est au nord de ce bassin.

### Organisme gestionnaire
L'organisme gestionnaire est le SMBD ou Syndicat Mixte du Bassin de la Dives, sis à Saint-Pierre-en-Auge.

## Affluents
Le principal affluent est la Vie (rd), longue de 66,9 km, qui conflue à Biéville-Quétiéville. Son bassin, drainé notamment par ses affluents les deux Viette (deux rivières homonymes), la Monne et l'Algot, occupe une aire sud-ouest de celui de la Dives. La Vie arrose les villes de Vimoutiers et Livarot.
Trois autres affluents dépassent les 20 kilomètres. Le deuxième affluent par sa longueur est le Laizon (rg), 38,9 km confluant à Cléville, sillonnant l'est de la plaine de Caen à l'ouest du bassin. L'Oudon (rd), 26,2 km occupe une position centrale et conflue entre Bretteville-sur-Dives et Ouville-la-Bien-Tournée à Saint-Pierre-en-Auge. L'Ante (rg), longue de 20,5 km, arrose Falaise et conflue à Morteaux-Coulibœuf.
Les autres principaux affluents sont, de la source vers l'embouchure : la Barges (rg), 11,9 km à Omméel, la Filaine (rg), 13 km à Crocy, le Trainefeuille (rg), 13,8 km à Beaumais, la Dorette (rd), 16,2 km à Hotot-en-Auge, la Muance (rg), 19 km à Bures-sur-Dives, l'Ancre (rd), 16,8 km à Brucourt et la Divette (rg), 15,3 km à Cabourg.

## Hydrologie
Comme les autres fleuves côtiers normands, la Dives est caractérisée par un régime pluvial océanique marqué par des étiages estivaux très prononcés.
Le débit moyen est de 3,510 m3/s

## Histoire
Au haut Moyen Âge, on pratiquait dans les marais de la Dives la récolte du sablon, sable gorgé de sel dont on extrayait la saumure en le compressant puis en le chauffant.
C'est dans l'estuaire de la Dives que Harold le Danois, installé à Cherbourg avec ses drakkars par Guillaume Longue-Épée, appelé par les comtes du Cotentin, rallia le rassemblement des troupes du Cotentin et des ducs Richard et Hugues.
C'est toujours dans l'estuaire que Guillaume de Normandie aurait réuni, en 1066, une flotte de 600 navires, pour envahir l'Angleterre. Cette flotte rejoindra la baie de Saint-Valery-sur-Somme, d'où elle partira pour débarquer dans la baie de Pevensey le 28 septembre.
Des prélèvements effectués en 2019 par l'ONG Surfrider révèle la présence de microplastiques dans le fleuve.

## Environnement: les marais de la Dives

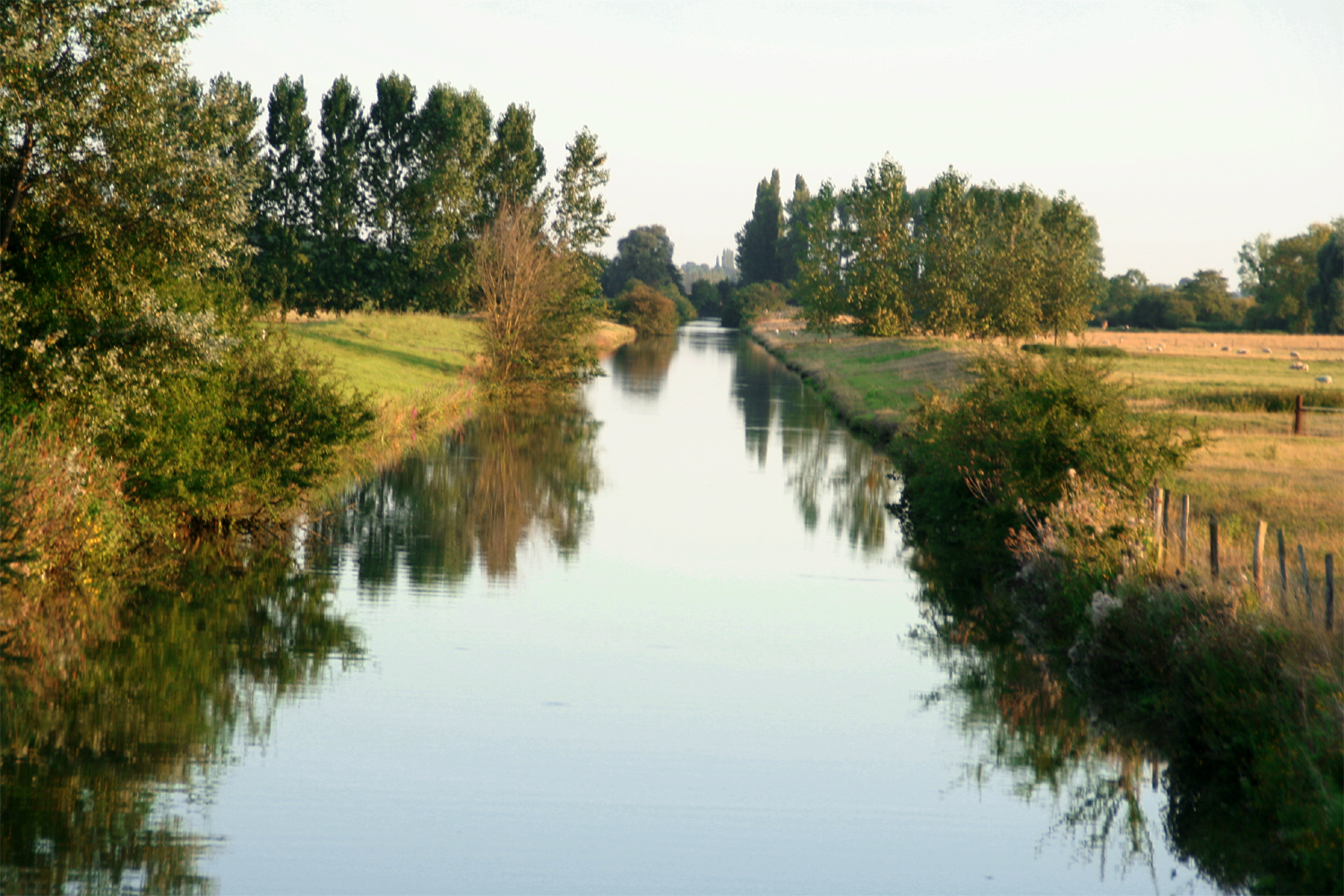
Le Grand Canal traversant les marais de la Dives.

En aval de Mézidon, la vallée de la Dives s'élargit au pied de la côte d'Auge (talus qui marque la limite entre le pays d'Auge et la campagne de Caen) et, rencontrant des terrains argileux, devient une vaste zone de marais que l'on peut diviser en deux espaces principaux :
- au sud, l'ancien marais de Corbon (qui recoupe les territoires des communes de Corbon, de Hotot-en-Auge autrefois Le Ham, de Cléville) a été aménagé dès le XVIe siècle et présente aujourd'hui l'aspect de prairies humides, terres d'élevage, où serpentent la Dives et la Vie[21] ;
- au nord-ouest, le marais de Troarn représente la véritable zone des marais de la Dives[22]. Entre cette commune et la Manche s'étend un espace, de plus de 10 000 hectares, mal drainé par un réseau complexe de canaux. Durant l'hiver, les marais sont submergés et blanchissent selon une expression locale ; ce phénomène de submersion est très profitable aux sols qui sont ainsi fertilisés et propices à l'élevage[22]. Depuis près de 800 ans, cette zone a été asséchée et mise en valeur d'abord par les moines de l'abbaye Saint-Martin de Troarn[23], fondée au XIe siècle, puis par l'autorité royale, en la personne de l'intendant de la généralité de Caen au XVIIe siècle qui fit creuser de nombreux canaux de drainage sur le modèle hollandais[22]. Prospère région d'élevage bovin, les marais de la Dives constituent également un milieu naturel très riche. L'avifaune est représentée par de nombreuses espèces communes sédentaires ou migratrices comme la pie-grièche et le traquet tarier, mais également par des espèces plus rares dans la région comme la cigogne blanche, le hibou des marais ou le busard des roseaux[22]. De nombreux rongeurs y ont établi leur habitat tel le rat musqué, le ragondin, ainsi que leurs prédateurs de la famille des mustélidés: fouine, belette, hermine[24].